# Hannes Stefánsson
Hannes Hlífar Stefánsson (Reykjavik, 18 luglio 1972) è uno scacchista islandese.
Ottenne il titolo di Grande Maestro nel 1993, all'età di 21 anni.

## Principali risultati
Dal 1997 al 2019 ha vinto per 13 volte il campionato nazionale islandese (record del campionato).
Nel 1987 vinse a Innsbruck il campionato del mondo giovanile U16, davanti a Michael Adams e Loek van Wely.
Dal 1992 al 2014 partecipò a 12 olimpiadi degli scacchi con la nazionale islandese (9 volte in prima scacchiera). Vinse un bronzo individuale in prima riserva alle olimpiadi di Manila 1992.
Nel 1993 vinse il torneo "Acropolis International" di Atene. Nel 1994 fu 1°-3° con Evgenij Pigusov e Vadim Zvjagincev nell'Open di Reykjavík. Nel 1998 vinse a Copenaghen la 20ª edizione della Politiken Cup.
Nel 2009 fu 1°-4° con Hedinn Steingrimsson, Jurij Kryvoručko e Mihail Marin nell'open di Reykjavík. 
Nel 2015 vinse il torneo open di Teplice.
Ha raggiunto il massimo rating FIDE in gennaio 2002, con 2604 punti Elo.
Fu con Thröstur Thórhallsson il primo ad utilizzare il gambetto islandese nella difesa scandinava.